# Cal Gilibets (Solsona)
Cal Gilibets és una casa de Solsona protegida com a Bé Cultural d'Interès Local.

## Descripció
Edifici de l'any 1900 format per l'agrupació de tres cossos d'alçades diferents. La façana de maó i pedra té diverses finestres tapiades i parts reconstruïdes.
Cal destacar l'acabat de les barbacanes de la coberta.